# Google Authenticator
Google Authenticator（Google 認証システム）は、Googleが開発した二段階認証(二要素認証)を行うトークンソフトウェアである。Authenticatorは、Googleログイン時の二段階認証に必要な6桁の数字コードを生成する。また、LastPassやDropboxといった他社製のアプリケーションの二段階認証にも対応する。

## 対応環境
GoogleはiOS、BlackBerry、AndroidバージョンのAuthenticatorを提供している。他にも幾つかのサードパーティでも実装している。
- Windows Phone 7: Authenticator
- Windows Mobile: Google Authenticator for Windows Mobile
- Java CLI: Authenticator.jar
- Java GUI: JAuth
- J2ME: gauthj2me lwuitgauthj2me Mobile-OTP
- PalmOS: gauthj2me
- webOS: GAuth
- Windows: gauth4win
- HTML5: html5-google-authenticator
- MeeGo/Harmattan (Nokia N9): GAuth

## 技術的概要
Google AuthenticatorはRFC 6238で定義された時間ベースのワンタイムパスワード（TOTP）を使用している。Google Authenticatorは各ユーザーに80ビット秘密鍵を生成し16文字のbase32文字列かQRコードで提供している。クライアントはUNIX時間で30秒ごとに代わるメッセージを伴ったこの秘密鍵を使ってHMAC-SHA1を作っている。HMACの部分が6桁数字のコードに変換される。